# Тонкоклювый нестор
Тонкоклювый нестор (лат. Nestor productus) — вид вымерших птиц семейства попугаевых.
Он населял вплоть до заселения европейцев горные регионы на острове Норфолк к северу от Новой Зеландии.
Птица была длиной примерно 40 см. В оперении преобладали жёлтые, оранжевые и коричневые цветовые оттенки. Немногочисленные сведения в отношении поведения птицы происходят от Джона Гульда. Ему представился случай увидеть в Сиднее содержащуюся в неволе птицу. По его сведениям, тонкоклювый нестор передвигался, прыгая по земле. Это совпадает с описанием способа передвижения других попугаев-несторов.
Вскоре после заселения островов охота на доверчивых птиц привела к быстрому сокращению их численности. Скорость вымирания можно проиллюстрировать на примере того, что вид был описан для науки в 1836 году, а в 1851 году погибло последнее животное, содержавшееся как комнатная птица в Лондоне. На воле вид исчез ещё раньше. Сегодня исходят из того, что заключённые и ранние поселенцы убивали птиц с целью пропитания.
Чучела вымершего вида находятся в ряде музеев естествознания. Их можно увидеть среди прочих в музеях Амстердама, Берлина, Дрездена, Флоренции, Лейдена, Ливерпуля, Лондона, Мельбурна, Нью-Йорка, Филадельфии, Праги, Вены и Вашингтона.